# Quận Grant, Kentucky
Quận Grant là một quận thuộc tiểu bang Kentucky, Hoa Kỳ.
Quận này được đặt tên theo John Grant. Theo điều tra dân số của Cục điều tra dân số Hoa Kỳ năm 2010, quận có dân số 24.662 người. Quận lỵ đóng ở Williamstown.

## Địa lý
Theo Cục điều tra dân số Hoa Kỳ, quận có diện tích 680 km2, trong đó có 7,3 km2 là diện tích mặt nước.